# Ichneumon primatorius
Ichneumon primatorius là một loài tò vò trong họ Ichneumonidae.